# Norberto Filippo
Norberto Filippo (Buenos Aires, 9 de julio de 1957) es un pintor argentino, mendocino por adopción.
Creativo de diseño y realizador de obras en los campos de fabricación de muebles, cuadros, esculturas, restauración de obras de arte, reformas de arquitectura, diseño gráfico, y otras áreas del arte plástico. Recientemente realizó monumentos como Espacio de la Democracia. Pintor pionero en la utilización de vinos en óleos. Es el diseñador, creador y productor de la totalidad de los módulos interactivos para el Parque de las Ciencias Eureka (en Mendoza).
En 2011 en la galería Palermo H, en Palermo Hollywood (Buenos Aires), donde se llevó a cabo la exposición “El Arte con Cristina”. Allí expuso el retrato del expresidente Néstor Kirchner, regalado por el intendente de la ciudad de Guaymallén (Mendoza) Dr. Alejandro Abraham, que emocionó a la presidenta Cristina Kirchner en su visita a Mendoza.

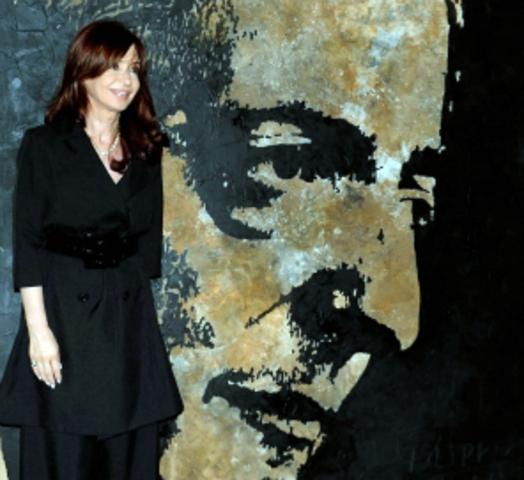
La presidenta Cristina Kirchner ante el cuadro de su esposo, el expresidente Néstor Kirchner.

En 2012 realizó el monumento Espacio de la Democracia, el monumento a quino y el proyecto de restauración de "La Cuyanita" del paruqe Gral. San Martín (Mendoza).
Defensor del medio ambiente. Creador de cubos contenedores de chatarra electrónica y basura contaminante.
En 2013 fue designado director del zoológico de Mendoza por el Gobernador Francisco "Paco" Pérez. En 2015 en el Hotel Arena Maipú (Mendoza) llevó a cabo la exposición "Oleo, Malbec y Petróleo". En Sheraton Hotel de Mendoza, la exposición "Wine Art". En 2016, en el Hotel Sheraton de Mendoza se realiza la exposición "Arte Aumentado" que presentaba cuadros con movimientos en realidad aumentada.